# Полкська протока
По́лкська прото́ка (англ. Palk Strait) — між Індією та островом Шрі Ланка; довжина 150 км; ширина 55 км; глибина 2—9 м; сполучає Бенгальську затоку із Манарською затокою Лаккадівського моря; численні острови; залізничний пором; порт Джафна (Шрі Ланка).
Протоку перетинає пасмо дрібних острівців і мілководь під загальною назвою Адамів міст. Протока названа на честь англійського державного діяча Роберта Полка, губернатора провінції Мадрас Британської Індії (1755—1763).
Острів Реймсварам зв'язує з Індією Міст Памбан. Мілководдя і рифи протоки роблять протоку важкою за для перетинання великими суднами, хоча рибальські й каботажні човни проходять протокою. Великі судна повинні огинати острів Шрі-Ланка. Конструкція каналу, що поліпшує мореплавство через протоку, була вперше запропонована уряду Британської Індії у 1860 році, і ряд комісій вивчають пропозицію аж до сьогоднішнього дня.
Подібно Ла-Маншу Полкська протока була піднята як виклик багатьма світовими плавцями.